# Мадоњана (Болоња)
Мадоњана (итал. Madognana) је насеље у Италији у округу Болоња, региону Емилија-Ромања.
Према процени из 2011. у насељу је живело 21 становника. Насеље се налази на надморској висини од 529 м.